# Teatro Manzoni (Milano)
Il Teatro Manzoni è un teatro di Milano.

## Storia
A fine 1800, sette illustri cittadini milanesi fondano la società anonima "Teatro Sociale di Milano" per la realizzazione di un teatro che rinnovi i fasti della grande prosa. La costruzione del teatro in Piazza San Fedele comincia nel dicembre dello stesso anno. 
Il 15 maggio 1870, il teatro aprì i battenti, in piazza San Fedele a Milano con il nome di Teatro sociale di Milano, venendo poi intitolato ad Alessandro Manzoni solo dopo la sua scomparsa nel 1873.

### I primi anni
Il 3 dicembre 1872, il teatro fu inaugurato, portando sul palco I gelosi fortunati di Giovanni Giraud e La Rivincita di Tebaldo Ciconi, portati in scena dalla compagnia di Luigi Bellotti Bon. Nei mesi successivi si alternano sul palco commedie, spettacoli musicali, recitazioni di poesie, spettacoli di illusionismo, letture di romanzi (es. Giovanni Episcopo di Gabriele d’Annunzio) e gare di scherma. Il teatro fa di tutto per attirare il favore del pubblico milanese.  
Dopo la morte di Alessandro Manzoni il 22 maggio 1873, il consiglio di amministrazione del teatro decide di rendere omaggio al grande scrittore scomparso intitolandogli il teatro. Il 30 maggio il neo-nato Teatro Manzoni porta in scena Kean di Dumas padre con compagnia di Ernesto Rossi.  
Nel 1881 avviene la prima assoluta di Le nozze in prigione di Emilio Usiglio, nel 1884 di La fata del Nord di Guglielmo Zuelli e di Anna e Gualberto di Luigi Mapelli, nel 1890 di Raggio di luna di Franco Leoni e nel 1894 di Il Pater di Stanislao Gastaldon.

### Il teatro nei primi decenni del XX secolo
Nell'agosto del 1943 un bombardamento alleato distrugge completamente l'edificio di piazza San Fedele. Per la ricostruzione, si spostò in via Manzoni progettato dall'architetto Alziro Bergonzo e riccamente decorato di varie opere d'arte come pitture di Achille Funi e sculture di Leone Lodi: il nuovo teatro riaprì il 20 ottobre 1950, sette anni dopo la sua distruzione.
La gestione del nuovo Manzoni venne affidata a Remigio Paone, noto impresario milanese, con la passione per la rivista e il teatro musicale già direttore del Teatro Nuovo di Milano.
Dopo Paone, la direzione passò ad Adolfo Smidele, il quale instaurò un gemellaggio con il teatro stabile di Genova e dal quale prenderà molti spettacoli.
In commemorazione di Renato Simoni, morto nel 1952, il teatro venne rinominato "teatro della Via Manzoni - Renato Simoni", ma i cittadini milanesi cominciano a chiamarlo solamente con il vecchio nome Manzoni.
Nel 1967 la gestione del Manzoni venne affidata a Carlo Alberto Cappelli, proprietario di una casa editrice bolognese, e a Garinei e Giovannini, un duo di commediografi appassionati di rivista e teatro leggero.
A partire dal 1979 il teatro è di proprietà della Fininvest, che in quell'anno ha affidato la direzione artistica a Luigi Foscale, che lo gestirà per più di venti anni. La gestione Foscale si caratterizza per il ritorno del teatro Manzoni alla prosa e ai grandi spettacoli.